# Vetulonia

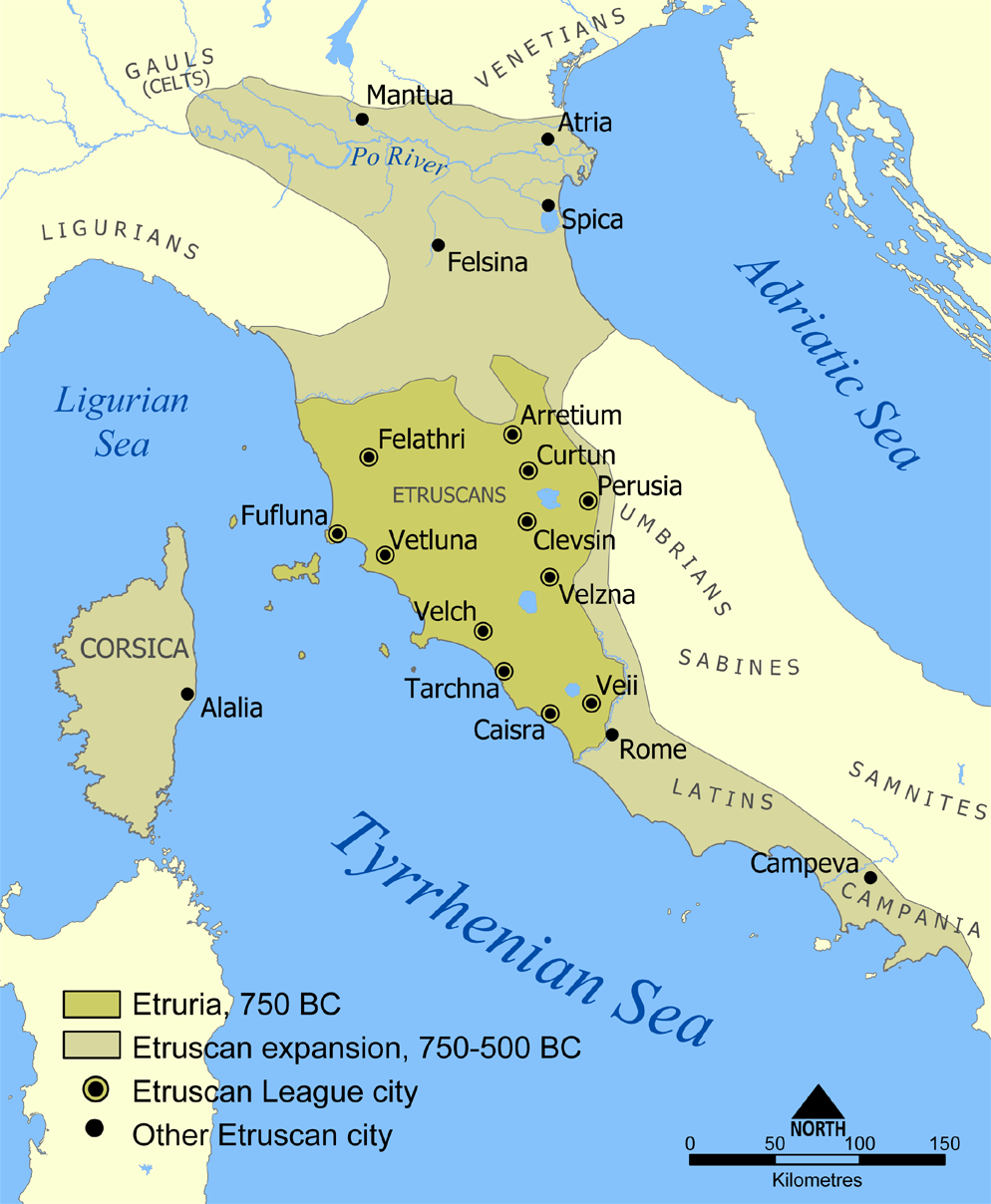

Vetulonia var en etruskisk stad i Italien. På latin hette den Vetulonium och på etruskiska Vetluna. Man tror att den gamla etruskiska staden ligger på samma plats som den moderna frazionen Vetulonia (200 invånare) som ligger i kommunen Castiglione della Pescaia i provinsen Grosseto. Vetulonia ligger 300 m ö.h.
Dionysios av Halikarnassos nämner staden bland de som ingick i latinska alliansen mot Rom på sjuhundratalet f.Kr. Enligt Silius Italicus imiterade romarna flera innovationer från Vetulonia. Även Plinius d.ä. och Ptolemaios nämner staden. Etruskernas Vetulonia var känd för sina guldsmeder. Under romersk kontroll förlorade staden i betydelse, också på grund av malaria som spreds norrut under den perioden.